# كيركينتيلوخ
كيركينتيلوخ (بالإسكتلندية: Kirkintulloch)‏؛ (بالغيلية الإسكتلندية: Cair Cheann Tulaich) هي بلدة في شرق دونبارتونشاير، إسكتلندا. تقع على قناة فورث وكلايد على بعد حوالي 8 ميل (13 كـم) شمال شرق وسط غلاسكو، المدينة هي المقر الإداري لمنطقة شرق دونبارتونشاير، وقد قدر عدد سكانها في عام 2009 بـ 19700. وكان عدد سكانها في عام 2011 هو 19689.